# Kim Simmonds
Pour les articles homonymes, voir Simmonds.
Kim Simmonds, né le 5 décembre 1947 à Newbridge (Caerphilly), Pays de Galles et mort le 13 décembre 2022 à Syracuse dans l'État de New York aux États-Unis, est un guitariste britannique, il est le fondateur du groupe de blues rock Savoy Brown.

## Biographie
Kim Simmonds fonde le groupe Savoy Brown Blues Band en octobre 1965.